# Museo nazionale d'arte medievale e moderna

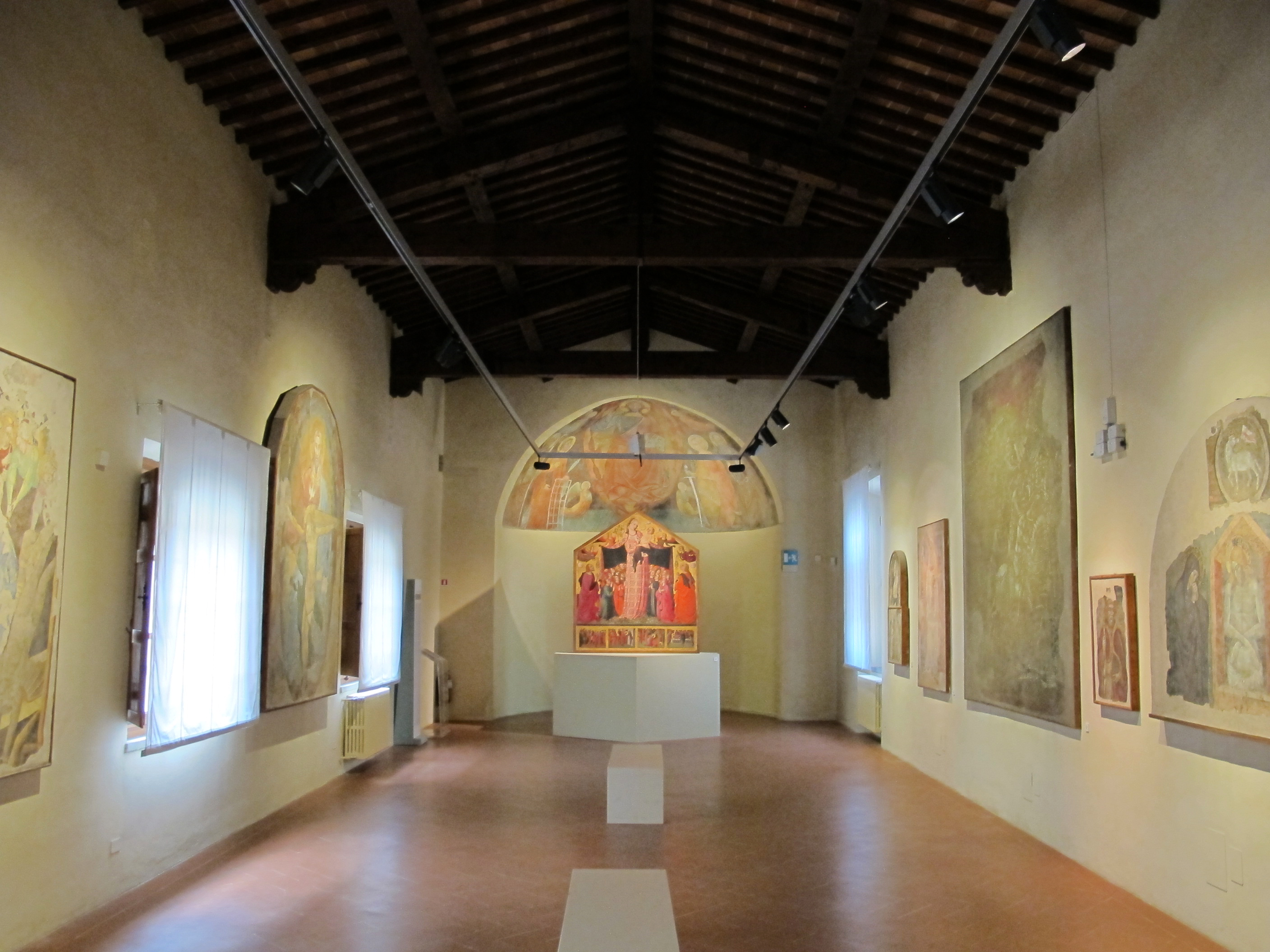
Sala degli affreschi medievali

Il Museo Nazionale d'Arte Medievale e Moderna di Arezzo è situato nel Palazzo Bruni-Ciocchi, e ospita dipinti, sculture, maioliche e oggetti  di arte applicata, dall'Alto Medioevo al XIX secolo.
Dal dicembre 2019 il Ministero della cultura lo gestisce tramite la Direzione regionale Musei della Toscana.

## Storia
Il museo ha sede in un palazzo rinascimentale edificato per la famiglia Bruni, probabilmente dall'architetto Bernardo Rossellino. L'edificio appartenne in seguito alla famiglia Ciocchi del Monte, poi ai Barbolani di Montauto. Dal 1816 fu acquisito dal Granducato di Toscana, pervenendo infine allo Stato italiano. Negli anni cinquanta fu decisa l'istituzione del museo, che venne inaugurato nel 1972.

## Le collezioni
Il museo custodisce opere provenienti in gran parte dalle collezioni appartenute alla Fraternita dei Laici, associazione a scopo caritatevole nata nel 1262, e dalla Pinacoteca comunale di Arezzo, con i beni artistici incamerati con le leggi di soppressione dell'Ottocento. Completano l'esposizione i lasciti di importanti collezioni private aretine, come la donazione Mario Salmi, quella di Vincenzo Funghini e della famiglia Fossombroni.
L'esposizione si sviluppa sui tre piani dell'edificio.
Le tre sale al piano terreno custodiscono dipinti duecenteschi di Margarito d'Arezzo e Dietisalvi di Speme, nonché sculture e frammenti lapidei di epoca paleocristiana e medievale, colonne e capitelli provenienti dal Duomo e da altre chiese di Arezzo. All'interno delle vetrine sono custoditi bronzetti, avori e oreficerie.
Le sale al primo piano sono dedicate all'arte trecentesca e rinascimentale: sono esposte tavole di Buonamico Buffalmacco e Pietro Lorenzetti; affreschi staccati di Spinello Aretino, la Madonna della Misericordia di Parri di Spinello e opere di Bartolomeo della Gatta. Nel corridoio è collocato il Convito per le nozze di Ester e Assuero di Giorgio Vasari, uno tra i più grandi dipinti su tavola del Cinquecento italiano, realizzato per il refettorio della Badia delle Sante Flora e Lucilla. 
Completano il percorso al primo piano la collezione di maioliche, tra le più ricche e importanti d'Italia - con alcuni vasi per farmacia provenienti dal Monastero di Camaldoli e una grande pala di terracotta invetriata di Andrea della Robbia - e due sale che ospitano la collezione Salmi, allestite come una casa museo.
Al secondo piano sono esposti i dipinti dal XVI al XIX secolo. Sono presenti due pale d'altare di Luca Signorelli, tra cui la Madonna col Bambino e santi e opere di  Giorgio Vasari come la Pala Camaiani e lo Stendardo di San Rocco. Il percorso termina con la piccola ma significativa selezione di opere di Macchiaioli, come Giovanni Fattori, Telemaco Signorini e Adriano Cecioni.